# Gyermekkuckó (Debussy)

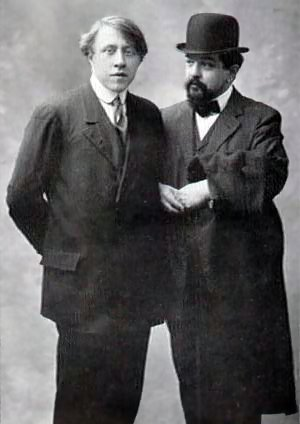
André Caplet [balra] és Debussy

A Gyermekkuckó (Children’s Corner) Claude Debussy hat tételből álló szvitje zongorára, két kézre (jegyzékszáma L. 113). Játékideje kb. 16–17 perc. Nem „gyermekdarab”, mint Ravel Lúdanyó meséi c. négykezese, hanem ironikus mű.
1908-ban keletkezett, ajánlása a szerző rajongva szeretett gyermekének, Chouchounak (Claude-Emma Debussy [1905–19]) szól. Az egész darab és a tételek angol címét a keletkezésekor Európában újdonságnak számító dzsessz-zene, no meg Chouchou angol nevelőnője indokolta. A címet hagyományosan Gyermekkuckónak fordítják magyarra, noha az angol újságok gyermekeknek szánt részére utal, ezért a Gyermekrovat vagy -sarok a helyes magyar megfelelő. A kuckó pontos szinonimája a kuckónak.
Ősbemutatója Párizsban volt 1908. december 18-án, Harold Bauer előadásában.
Annyi más Debussy-darabhoz hasonlóan André Caplet ezt is meghangszerelte.

## A tételek
- I. Doktor Gradus ad Parnassum. A cím Muzio Clementinek a zongoratanulók körében közutálatnak „örvendő” hasoncímű [1817] tankönyvére utal. Ugyanezt parodizálja Camille Saint-Saëns Az állatok farsangjának Zongoristák tétele.
- II. Jimbo’s Lullaby. „Jimbo altatódala”: a párizsi állatkert elefántját idézi a cím.
- III. Serenade for the Doll. „Szerenád a babának”
- IV. The Snow is Dancing. Magyar fordítása „Hópelyhek tánca”.
- V. The Little Shepard. „A kis pásztor”

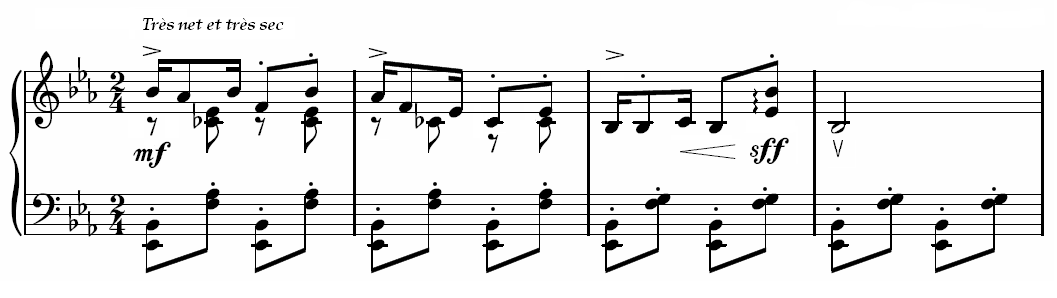

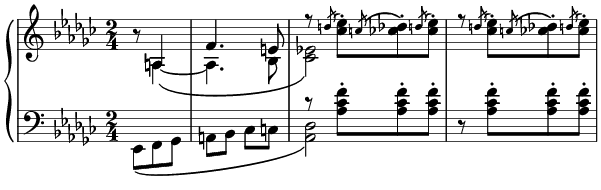

- VI. Golliwogg’s Cakewalk. „Golliwogg cakewalkja”: az 1890-es évektől az USA-ban gyártott, a blackface minstrel show szereplőihez hasonló fekete babára utal, amelyet máig változatlan formában árulnak. A tétel indító témája a cakewalk (felül ennek a kottaképe látható), majd a tétel középső részébe Debussy belefűzi Wagner Trisztán és Izolda szerelmi halálának vezérmotívumát, ironikusan „megcsavarva” szólaltatja meg (ennek a kottaképe látható alul).

## Média
- Debussy Gyermekkuckó 6. tétele, "Golliwogg cakewalkja" Ránki Dezső előadásában a YouTube-on